# ديفيد كونستانتين
ديفيد كونستانتين (بالإنجليزية: David Constantin)‏ هو مصور سينمائي موريشيوسي، ولد في 26 يوليو 1974 في موريشيوس.

## أعماله
- في ظل قصب السكر

## وصلات خارجية
- ديفيد كونستانتين على موقع IMDb (الإنجليزية)
- ديفيد كونستانتين على موقع ألو سيني (الفرنسية)
- ديفيد كونستانتين على موقع أول موفي (الإنجليزية)